# Наварредонда-де-Гредос
Наварредонда-де-Гредос (ісп. Navarredonda de Gredos) — муніципалітет в Іспанії, у складі автономної спільноти Кастилія-і-Леон, у провінції Авіла. Населення — 485 осіб (2010).
Муніципалітет розташований на відстані близько 120 км на захід від Мадрида, 49 км на південний захід від Авіли.
На території муніципалітету розташовані такі населені пункти: (дані про населення за 2010 рік)
- Барахас: 138 осіб
- Наварредонда-де-Гредос: 347 осіб

## Демографія
Динаміка населення (INE ):